# Pal·ladi de Síria
Pal·ladi d'Antioquia o l'Habitant del Desert (mort el 390, prop d'Antioquia) fou un asceta sirià que va portar una vida solitària a una cova de muntanya de Síria, prop d'Antioquia. És venerat com a sant per diverses confessions cristianes. L'Església Ortodoxa i les esglésies ortodoxes orientals, com també les esglésies catòliques de ritu oriental, el commemoren el 28 de gener.

## Hagiografia
Pal·ladi s'havia retirat a fer vida eremítica a una cova propera a Antioquia de l'Orontes, on va conèixer altres anacoretes i estilites. Segons una llegenda, prop de la seva cova va ésser trobat un mercader mort per lladres, i Pal·ladi en fou acusat; pregant, va fer que el mort ressuscités i denunciés els veritables assassins. Va morir al final del segle iv (vers 390) i va deixar alguns escrits religiosos.